# 边城 (小说)
《边城》是中国作家沈从文的一部中篇小说，民国二十三年(1934年)元旦在天津《国闻周报》上连载，連載四期後中斷；3月12日又恢復連載，至4月23日止。共載十一期。

## 主题
书中描绘了湖南与四川交界处小城茶峒船家女孩儿翠翠的故事。并在当时混乱的中国营造了一个民风淳朴，安居乐业的世外桃源。
沈从文对这篇小说十分看重，说书中要表达的是“一种‘优美、健康、自然’而又不悖乎人性的人生形式”。

## 故事梗概
茶峒山城小溪边碧溪岨处有一户人家，只一老船夫，他的孙女翠翠与一隻黄狗相依为命。翠翠的母亲十七年前与当地一军人相爱，之后两人想私奔，两人都各有顾虑走不成，于是相继殉情。
当地掌水码头的叫顺顺，辛亥革命后回乡，有二子，大儿子天保，二儿子傩送，皆身强力壮。当地人民安居乐业，偏安一隅。
天保与傩送都钟情于翠翠，并各自用不同方法追寻爱情。但因意外天保溺水而死，傩送伤心并因此怪罪老船夫与翠翠，决定下桃园经商。
在一雷雨天，老船夫去世，顺顺与老船夫生前老友杨马兵安葬他，之后让杨马兵暂时接替老船夫。
翠翠拒绝了杨马兵的到任，并且一直等待着傩送。

## 主要人物
- 翠翠：老船夫的外孙女。
- 老船夫：一位渡船老人，翠翠的爷爷。
- 顺顺：船头老大，天保与傩送的父亲。
- 天保：船总的大儿子，爱上了翠翠，在与弟弟的竞争中自觉不是敌手，后外出闯滩，意外遇难。
- 傩送：船總的二兒子，跟哥哥一樣愛上了翠翠。
- 杨马兵：老船夫的好友

## 改編
- 香港電影《翠翠》，於1953年7月8日上映，由林黛、嚴俊、鮑方等主演。
- 中国大陆同名电影《边城》，于1984年上映，主演是冯汉元和戴呐。

## 版本
- 《邊城》，上海生活書店初版，民國二十三年十月。
- 《邊城》改訂本，上海開明書店出版，民國三十二年十月。
- 《边城》泰文版由诗琳通公主翻译，发行时间未知。[1]

## 延伸閱讀
- 邱于芸：〈中国文人美学视野下的《边城》研究 （页面存档备份，存于）〉。